# AC Lagartense
AC Lagartense is een Braziliaanse voetbalclub uit Lagarto in de staat Sergipe. 

## Geschiedenis
In 1997 won de club in de finale om de titel in de tweede klasse van Gararu en promoveerde zo naar de hoogste klasse van het Campeonato Sergipano. In het eerste seizoen bij de staatselite won de club zowel het eerste als het tweede toernooi en werd zo kampioen. De club plaatste zich zo voor de Série C, maar nam er niet aan deel door financiële problemen. Het jaar na de titel werden ze nog vicekampioen achter Sergipe. De club nam in 1999 en 2001 deel aan de Copa do Brasil en werd daar in de eerste ronde uitgeschakeld door respectievelijk Fluminense en Santa Cruz. In 2001 degradeerde de club ook uit de hoogste klasse, maar kon na één seizoen al terugkeren. In 2004 en 2005 werd de club derde en in 2005 namen ze ook deel aan de Copa Alagipe, waarin ze de finale bereikten en verloren van ASA. In 2007 degradeerde de club opnieuw uit de hoogste klasse. De club keerde in 2018 eenmalig terug naar de tweede divisie.

## Erelijst
Campeonato Sergipano
1998